# Ester Szumiaczer-Hirszbejn
Ester Szumiaczer-Hirszbejn (ur. 21 października 1899 w Homlu, zm. 1985 w Nowym Jorku) – żydowska poetka tworząca w jidysz.

## Życiorys
Urodziła się 21 października 1899 roku w Homlu, w rodzinie dzierżawców rolnych. W 1911 roku wyjechała z rodziną do Kanady, gdzie wychowała się w Calgary i uczęszczała do anglojęzycznych szkół, po czym trudniła się pakowaniem mięsa i pracą kelnerki. W 1918 roku poznała przyszłego męża, literata Pereca Hirszbejna, dzięki któremu dołączyła do środowiska literackiego. 
Pierwsze próby literackie podjęła w języku angielskim, jednak pod wpływem Hirszbejna wybrała jidysz. Jej debiutem w jidysz była sztuka dla dzieci, a pierwszy wiersz ukazał się w 1922 roku na łamach awangardowego czasopisma „Albatros” redagowanego przez Uri-Cewi Grinberga. W tym okresie przez 3 lata mieszkała z mężem w Warszawie, gdzie związała się z warszawską awangardą jidysz (m.in. z grupą artystyczną Hałastra) oraz utrzymywała kontakt z ekspresjonistyczno-futurystyczną awangardą Kijowa. Następnie małżeństwo osiadło w Nowym Jorku. 
W 1930 roku ukazał się jej debiutancki tomik poetycki In szoen fun libszaft („W godzinach miłości”). W jej kolejnym zbiorze wierszy Ale tog. Lider un poemes („Codzienność. Wiersze i poematy”, 1939), ważnym tematem stało się doświadczenie porodu, któremu poświęciła cykl Geburt („Narodziny”) łączący ekspresjonistyczne opisy emocji z naturalistycznym obrazem szpitala i podkreślający tak cielesne jak i mistyczne wymiary doświadczenia. W odróżnieniu od debiutanckiego zbioru, drugi tomik zdobył uznanie wśród krytyki, która doceniła jego dojrzałość artystyczną i uznała wiersze dotyczące ciąży i macierzyństwa za przełomowe. 
W 1940 roku małżeństwo przeprowadziło się do Los Angeles, gdzie poetka zaangażowała się w życie kulturalne społeczności jidysz oraz zajęła się opieką nad synem i chorującym mężem. Kilka lat po śmierci męża Szumiaczer-Hirszbejn powróciła do Nowego Jorku, gdzie jej syn Omus organizował koncerty muzyki poważnej. W 1956 roku ukazał się jej ostatni tomik wierszy Lider. 
Jej twórczość pojawiła się w takich antologiach, jak Jidisze dichterins (1928), Proletpen. Americaʼs Rebel Yiddish Poets (2005), czy Moja dzika koza. Antologia poetek jidysz (2018). 
Zmarła w 1985 roku w Nowym Jorku. 